# Ligne de Tabia à Crampel
La ligne de Tabia à Crampel, ou ligne de Tabia à Redjem Demouche, est une ancienne ligne ferroviaire algérienne qui reliait Tabia à Crampel (actuelle de Redjem Demouche), dans le nord-ouest de l'Algérie.
Longue de 76,702 km, à voie unique et à écartement standard de 1 425 mm, la ligne a été mise en service en plusieurs étapes entre 1883 et 1885. En 2010, la ligne est intégrée dans la nouvelle ligne de Oued Tlelat à Béchar.

## Histoire
Dans le cadre du deuxième plan de chemins de fer en Algérie de 1874, la Compagnie de l'Ouest algérien obtient le 30 novembre 1874 la concession de la ligne de Sainte-Barbe-du-Tlélat (actuelle Oued Tlelat) à Sidi Bel Abbès. Cette ligne, longue de 51,678 km, est mise en service le 3 mai 1877.
Le 22 août 1881, la compagnie obtient la concession de la ligne ferroviaire de Sidi Bel Abbès à Magenta (actuelle El Haçaiba) avec prolongement jusqu'à Bedeau (actuelle Ras El Ma) et Crampel (actuelle Redjem Demouche).
Cette ligne est mise en service par étapes :
- de Sidi Bel Abbès à Tabia, le 1er juin 1883 ;
- de Tabia à Chanzy (actuelle Sidi Ali Benyoub), 1er juin 1883 ;
- de Chanzy à Magenta, le 1er juillet 1884 ;
- de Magenta - Tatenyaya (actuelle Titen Yaya), le 9 mars 1885 ;
- de Tatenyaya à Crampel, le août 1885.

La nouvelle ligne de Sidi Bel Abbès à Crampel prolonge celle de Sainte-Barbe-du-Tlélat à Sidi Bel Abbès pour former la ligne de Sainte-Barbe-du-Tlélat à Crampel longue de 151,585 km.
En 1890, la compagnie de l'Ouest algérien met en service la ligne de Tabia à Tlemcen. Puis, en 1911, cette ligne est prolongée jusqu'à Oujda, à la frontière entre l'Algérie et le Maroc, ce qui entraîne une réorganisation des lignes au sud d'Oran, :
- les sections de Sainte-Barbe-du-Tlélat à Tabia et de Tabia à Oujda sont réunies pour former la nouvelle ligne de Sainte-Barbe-du-Tlélat à Oujda ;
- la section de Tabia à Crampel devient une ligne à part entière et forme la nouvelle ligne de Tabia à Crampel.

En 2010, la ligne de Tabia à Redjem Demouche (ex Crampel) est incorporée dans la nouvelle ligne de Oued Tlelat à Béchar.
| Section             | Longueur (en km) | Date de DUP* | Date d'ouverture |
| ------------------- | ---------------- | ------------ | ---------------- |
| Tabia - Chanzy      | 7,482            | 22 aout 1881 | 1er juin 1883    |
| Chanzy - Magenta    | 32,075           | 22 août 1881 | 1er juillet 1884 |
| Magenta à Tatenyaya | 14,395           | 22 août 1881 | 9 mars 1885      |
| Tatenyaya à Crampel | 22,750           | 22 août 1881 | 1er aout 1885    |

## La ligne

### Caractéristiques
Longue de 76,702 km, c'est une voie unique à écartement normal et non électrifiée.

### Profil
Le point de départ de la ligne, Tabia, est le point le plus bas à une altitude de 623,690 m. Sur toute sa longueur, la ligne a une ascension continue pour atteindre Crampel, qui est son point culminant à 1 139,000 m d'altitude.

### Tracé
Tabia, origine de la ligne, est située dans l'Atlas tellien. Le point d'arrivée, Crampel, est situé à l'entrée des Hauts Plateau algériens. Sur tout son parcours, la ligne remonte le cours de l'oued Mekerra en suivant une direction majoritairement nord-sud.

## Gares de la ligne

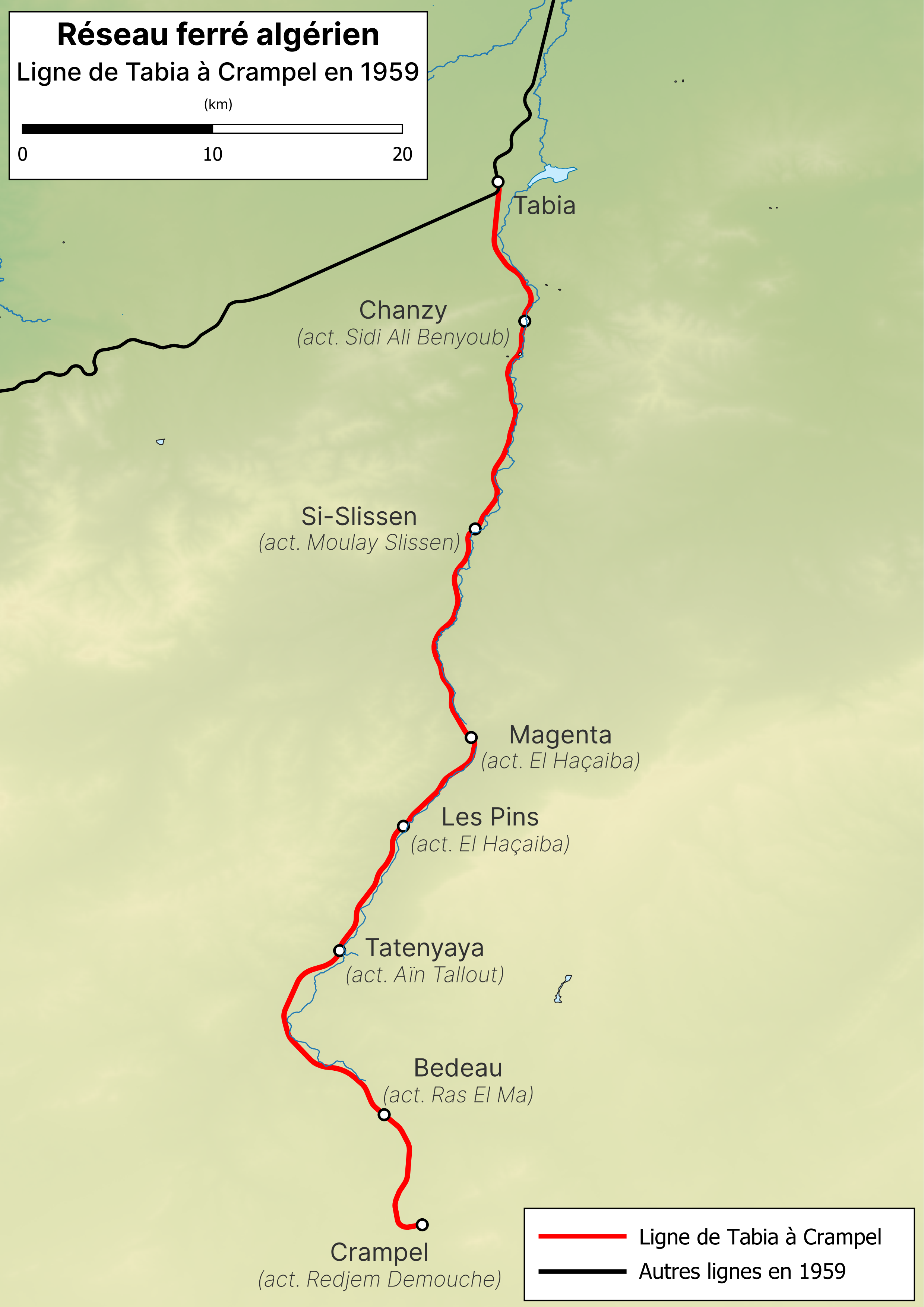
Tracé de la ligne de Tabia à Crampel.

| Gare | Commune actuelle | PK*        | Altitude    |
| --- | ---------------- | ---------- | ----------- |
| Tabia | Tabia            | PK 74,883  | 623,690 m   |
| Chanzy | Sidi Ali Benyoub | PK 82,365  | 665,500 m   |
| Si-Slissen | Moulay Slissen   | PK 99,111  | 809,500 m   |
| Magenta | El Haçaiba       | PK 114,440 | 929,700 m   |
| Les Pins | El Haçaiba       | PK 121,468 | 984,500 m   |
| Tatenyaya | Aïn Tallout      | PK 128,835 | 1 093,600 m |
| Bedeau | Ras El Ma        | PK 142,973 | 1 093,600 m |
| Crampel | Redjem Demouche  | PK 151,585 | 1 139,000 m |
| *Les PK mentionnés ont pour origine la gare de Oued Tlelat, PK 0 de la ligne de Sainte-Barbe-du-Tlélat à Oujda. |                  |            |             |